# Quintet (film)
Quintet is een Amerikaanse dramafilm uit 1979 onder regie van Robert Altman.

## Verhaal
De robbenjager Essex keert samen met zijn vrouw terug naar zijn geboorteland. Daar komt hij erachter dat er een nieuwe ijstijd is aangebroken na een kernramp. De overlevenden brengen hun tijd door met een spel, waarbij de verliezer wordt omgebracht.

## Rolverdeling
| Acteur               | Personage                         |
| -------------------- | --------------------------------- |
| Paul Newman          | Essex                             |
| Vittorio Gassman     | St. Christopher                   |
| Fernando Rey         | Grigor                            |
| Bibi Andersson       | Ambrosia                          |
| Brigitte Fossey      | Vivia                             |
| Nina van Pallandt    | Deuca                             |
| David Langton        | Goldstar                          |
| Thomas Hill          | Francha                           |
| Monique Mercure      | Maat van Redstone                 |
| Craig Richard Nelson | Redstone                          |
| Maruska Stankova     | Jaspera                           |
| Anne Gerety          | Aeon                              |
| Michel Maillot       | Obelus                            |
| Max Fleck            | Houtleverancier                   |
| Françoise Berd       | Vrouw in liefdadigheidsinstelling |